# Scytalina cerdale
Scytalina cerdale és l'única espècie de peix de la família dels esquitalínids i del gènere Scytalina, el qual podria tindre certa afinitat filogenètica amb almenys alguns membres de la família dels estiquèids (per exemple, Xiphister). No obstant això, calen més estudis sobre la seua anatomia i les interrelacions entre les diferents famílies de Zoarcoidei abans d'establir-hi conclusions.

## Etimologia
Del grec skytale, -es (branca, pal).

## Descripció
- Fa 15 cm de llargària màxima.[4]
- Cos petit, allargat, comprimit i de color marró rosat amb taques porpra i les vores de l'aleta caudal de color taronja vermellós.
- Cap ample, amb les galtes expandides, els ulls petits i situats a la part alta del cap, 1 parell d'orificis nasals i dues dents canines fortes a les mandíbules inferior i superior.
- Cap espina i 41-51 radis tous a l'aleta dorsal i cap espina i 36-41 radis tous a l'anal. Totes dues es troben força inserides en la pell i conflueixen en l'aleta caudal.
- Aleta caudal arrodonida i pectorals petites, carnoses i amb prop de 8 radis.
- Absència d'aletes pèlviques, de bufeta natatòria, de línia lateral i de costelles pleurals.
- 69-71 vèrtebres.
- Membranes branquials força unides i lliures de l'istme.
- Branquiespines pràcticament obsoletes.[5][6]

## Reproducció
Hom creu que, a diferència de la majoria dels altres peixos intermareals, no empra la zona intermareal per reproduir-se.

## Hàbitat i distribució geogràfica
És un peix marí, demersal i de clima temperat, el qual viu al Pacífic oriental: les àrees intermareals i submareals de poca fondària des de les costes del mar de Bering a Alaska (incloent-hi les illes Aleutianes) fins a les del centre de Califòrnia (els Estats Units), incloent-hi la Colúmbia Britànica (el Canadà).

## Observacions
És inofensiu per als humans i s'enterra ràpidament i àgil a la grava, la sorra o entre petxines trencades quan és molestat.